# Pietro II di Savoia
Pietro II di Savoia detto il Piccolo Carlomagno (Susa, 1203 – Pierre-Châtel, 16 maggio 1268) fu conte di Savoia dal 1263 al 1268. Fu anche Signore di Faucigny (1253-1268) e Conte di Richmond (1241-1268), Lord guardiano dei cinque porti (1241) e conte di Romont dal 1248.

## Origine
Pietro, secondo Samuel Guichenon, era figlio di Tommaso I, Conte di Savoia, d'Aosta e di Moriana, e della moglie, Margherita o forse Beatrice, che secondo la Chronica Albrici Monachi Trium Fontium era figlia del Conte di Ginevra, Guglielmo I e della signora di Faucigny, Beatrice.
Tommaso I di Savoia, secondo lo storico francese Samuel Guichenon, nel suo Histoire généalogique de la royale maison de Savoie, era l'unico figlio maschio dell'ottavo Conte di Savoia e Conte d'Aosta e Moriana e marchese d'Italia, Umberto III, detto il Santo e di Beatrice di Mâcon, che, secondo la Chronica Albrici Monachi Trium Fontium, era figlia di Gerardo I, conte di Mâcon e di Vienne e di Maurette de Salins, figlia del signore di Salins, Gaucher IV e della moglie di cui non si conoscono né il nome né gli ascendenti.

## Biografia
Essendo un figlio cadetto, Pietro fu avviato alla carriera ecclesiastica; nel 1224 Pietro era un chierico, infatti assieme al padre, al fratello primogenito, Amedeo, alla madre e agli altri fratelli chierici (Ipse Thomas comes, Amedeus primogenitus illius, Comitissa uxor Thomæ, eorum quatuor filii clerici videl. Willelmus, Thomas, Petrus et Bonifacius) fu trovato un accordo con il vescovo di Sion.
Pietro nel 1226 fu canonico a Losanna, nel 1227 prevosto ad Aosta, nel 1229 prevosto a Ginevra e infine coadiutore a Losanna.
Pietro viene ancora citato, assieme a tutti i fratelli, ancora in vita (Amedeus, Aymo, W. electus Valentinus, Thomas, Petrus, Bonifacius et Philippus) nel documento n° 76 del Peter der Zweite, Graf von Savoyen, Markgraf in Italien, inerente ad una donazione della madre Margherita (M. comitissa Sabaudie et marchisa in Ytalia), all'abbazia di Altacomba, del 1231; questo documento si trova anche nel Regesta comitum Sabaudiae.
Suo padre, Tommaso I, morì il 1º marzo 1233; la Chronica Albrici Monachi Trium Fontium riporta che la morte di Tommaso I (comitis Thome de Sabaudia) è avvenuta nel 1232, mentre il documento n° DXXXVII del Regesta comitum Sabaudiae riporta la morte di Tommaso (Thomas comes Sabaudiae) al 1º marzo 1233 (1233, 1 Martii). Suo fratello, Amedeo, il figlio primogenito succedette a Tommaso I, come Amedeo IV.
Amedeo IV si trovò a dover spartire la contea con i numerosi fratelli; nel suo testamento Tommaso aveva designato Amedeo come legittimo successore al titolo comitale, ma i fratelli avevano preteso con forza la cessione di terre e castelli. In particolare, Pietro e Aimone di Savoia cercarono di rovesciare il suo potere facendo insorgere la Valle d'Aosta, ma Amedeo IV riuscì a sconfiggerli, grazie alle truppe fornitegli dai suoi generi, Manfredo III di Saluzzo e Bonifacio II di Monferrato, e, nel luglio del 1234, Amedeo trovò un accordo coi fratelli, Pietro e Aimone. In particolare, a Pietro fu riconosciuto un appannaggio feudale nel Bugey, che divenne la base per le sue future acquisizioni territoriali nella regione alpina e prealpina adiacente al dominio dei Savoia.
Nel febbraio del 1234 Pietro si era fidanzato con Agnese di Faucigny; infatti in quello stesso mese, Pietro redasse un testamento in cui dichiarò suoi eredi gli eventuali figli che avrebbe avuto da Agnese la figlia di Aimone II, signore di Faucigny.
Nel 1236, anno del suo matrimonio, Pietro rinunciò definitivamente alla carriera ecclesiastica.
Nel 1236, sua nipote, Eleonora di Provenza, figlia di sua sorella Beatrice, aveva sposato il re di Inghilterra, Enrico III, e quindi era regina d'Inghilterra, e riuscì, negli anni successivi a far accogliere a corte diverse persone provenienti dalla Provenza, ma soprattutto dalla Savoia, tra gli altri suoi tre zii, Bonifacio, assieme ai fratelli, Pietro e Guglielmo (†1239), vescovo di Valence e rettore di Vienne; Bonifacio divenne arcivescovo di Canterbury, fu nominato arcivescovo di Canterbury nel 1241, ma la carica fu ratificata da papa Innocenzo IV solo il 17 settembre 1243, come ci informa il monaco benedettino inglese, cronista della storia inglese, Matteo di Parigi, mentre Pietro che aveva ricevuto l'Onore di Richmond, nel 1240, secondo sempre Matteo di Parigi arrivò in Inghilterra nel 1241 e diede una grande festa; e nel maggio di quello stesso anno, Pietro, ancora secondo i Charter Rolls of Henry III, ricevette in dono dal re suo nipote, altri feudi e signorie.
Nel 1237, Pietro fu sconfitto e fatto prigioniero dal conte di Ginevra, Guglielmo II di Ginevra, che poi lo ricompensò con la cessione di un castello e 10 000 marchi d'argento nel 1250.
Nel 1238, suo fratello, Amedeo IV, aveva fatto un testamento, in cui stabiliva che, in mancanza di un erede maschio, il suo erede era il fratello Tommaso, poi Filippo e poi Pietro, con la clausola che avrebbero dovuto pagare i debiti suoi e quelli del loro padre, Tommaso I.
Secondo il Complete Peerage (non consultato), alla morte del fratello Aimone, nel 1242, Pietro ereditò le città di Milden e Romont, e, sempre secondo il Complete Peerage (non consultato), in quegli anni, sino al 1249, Pietro continuò a ricevere omaggi da re suo nipote, tra cui il titolo di Lord guardiano dei cinque porti e una casa a Londra, nel luogo dove oggi sorge il Savoy Hotel; la casa di Londra, secondo i Charter Rolls of Henry III, che era vicino al Tamigi gli fu regalata nel 1246.
Il documento n° XX del Recueil de chartes, statuts et documents concernant l'ancien évêché de Lausanne, Pietro, nel 1244, assieme al fratello Amedeo IV, siglò una pace definitiva col vescovo di Losanna con cui era stato in conflitto.
Ancora Matteo di Parigi riporta che nel 1247 Pietro era solito portare a Londra dal continente, ragazze da marito, per i nobili inglesi; la qual cosa non era molto gradita né apprezzata.
Nel 1250, Pietro invase il Delfinato e obbligò i signori de La Tour a divenire suoi vassalli.
Suo fratello, Amedeo IV, morì il 13 luglio 1253 e Bonifacio, l'unico figlio maschio, gli succedette, a soli 9 anni guidato dai consigli della madre e sotto la reggenza di zio Tommaso, signore del Piemonte; anche altri due storici francesi, Victor Flour de Saint-Genis e Jean Frézet confermano che Bonifacio divenne conte di Savoia a 9/10 anni, sotto la reggenza dello zio Tommaso.
Pietro e il fratello, Filippo, alla morte di Amedeo IV, chiesero la divisione dei feudi, ma l'abilità di Tommaso riuscì a convincerli di accettare un appannaggio, che era stato loro concesso da Amedeo.
Nel 1255, Pietro fece un testamento in favore soprattutto della figlia, Beatrice, della nipote Eleonora, del fratello Filippo e della moglie.
Secondo il Complete Peerage (non consultato), tra il 1260 e il 1262, Pietro fu in Inghilterra, dove prese parte alla lotta tra il re Enrico III e i baroni, schierandosi, dopo un'incertezza iniziale con il nipote; e per questo nel 1262, dovette lasciare l'Inghilterra e subire la confisca dei beni, che poi gli furono restituiti.
Nel 1263, il conte di Savoia, suo nipote, Bonifacio, fu attaccato alle porte di Torino dalle truppe del comune di Asti, che lo sconfissero e lo fecero prigioniero e dove morì per le ferite riportate.
Non essendo ancora sposato, Bonifacio non aveva eredi, e la successione sarebbe spettata ai figli maschi di suo fratello, il duca Tommaso II; anche le sorelle di Bonifacio avanzarono pretese.
Quando seppe del decesso di Bonifacio di Savoia, Pietro si trovava dunque in Inghilterra, ma rientrò immediatamente nei domini sabaudi, in quanto i Savoia non avevano ancora recepito la legge salica e, come tradizione, la nomina del nuovo conte avveniva a seguito di un'assemblea familiare; alla fine, il conte di Richmond e di Romont, Pietro, riuscì a farsi riconoscere conte di Savoia, ottenendo il titolo, nonostante fosse solamente lo zio del defunto conte e Amedeo IV avesse lasciato volontà testamentaria che, in caso di morte di Bonifacio, il trono dovesse passare al figlio primogenito di Tommaso II, Tommaso III. Divenuto conte, Pietro unì al dominio della casata i territori conquistati nell'odierna Svizzera (Vallese e Vaud).
L'anno dopo, nel 1264, sua sorella, Beatrice, contessa consorte di Provenza e di Forcalquier, nominò come suoi eredi i fratelli, Bonifacio, arcivescovo di Canterbury e Pietro (fratrum suorum Bonifacii archiepiscopi Cantuar. et Petri comitis Sabaudiæ).
Nel 1264, Pietro fece un testamento in favore della figlia, Beatrice e del genero, Ghigo VII, delfino del Viennois, della nipote Eleonora, del fratello Filippo e della moglie.
Nel 1268, Pietro fece un ultimo testamento dove chiedeva di essere sepolto ad Altacomba e designava suo successore nella contea il fratello Filippo e inoltre specificava i diversi lasciti per tutti gli altri parenti, come da documento n° 749 del Peter der Zweite, Graf von Savoyen, Markgraf in Italien.
Infine Pietro aggiunse un codicillo, riportato nelle Mémoires et documents publiés par la Société d'histoire et d'archéologie de Genève - tome 7, ove specificava che i suoi eredi erano il fratello Filippo e la figlia Beatrice.
Pietro, il Piccolo Carlo Magno si spense a Pierre-Châtel, il 16 maggio 1268, senza eredi maschi e perciò lo stato sabaudo venne ereditato dal fratello Filippo I di Savoia, mentre Pietro venne tumulato nell'Abbazia di Altacomba, in Savoia.
Salito al governo in un periodo difficile per la Casa Savoia, con i numerosi figli di Tommaso I che cercavano di prevalere gli uni sugli altri, Pietro II si dimostrò subito combattivo e determinato: di carattere non sopportava di essere considerato secondo a nessuno. Faceva della spada il suo unico credo e la sua forza, tanto che quando il re d'Inghilterra gli chiese di elencargli i suoi titoli nobiliari, egli sguainò la sua spada e, brandendola in aria, rispose orgoglioso: "Questo è il mio vero titolo!" E aveva ben ragione a voler ostentare la sua passione per la guerra, in un periodo in cui non si poteva mai stare tranquilli: nel 1264 il Castello di Chillon venne attaccato dagli Asburgo e solo dopo non poche difficoltà riuscì a farli arretrare. In seguito mosse guerra a Torino e Asti e, dopo una strenua lotta, riuscì a sottomettere per un breve periodo il comune di Torino (il quale passò, in seguito, alla signoria di Guglielmo VII del Monferrato).
Di fronte a questo guerriero impavido, molti signori feudali si sottomisero, uno dopo l'altro: i signori di Gruyère, di Oron, di Champvent e di Saint-Denis deposero le armi e alla fine i Savoia si trovarono con un territorio maggiore, riorganizzato nella Baronia del Vaud.
Si deve a Pietro II di Savoia l'introduzione del blasone con la croce bianca in campo rosso, poi mantenuto dalla sua dinastia, che lo preferì al precedente recante l'aquila imperiale. Egli era anche un gran conoscitore e difensore della poesia occitana e ricevette a corte parecchi poeti in quell'idioma.

## Matrimonio e figli
Nel 1237, Pietro aveva sposato Agnese di Faucigny († 1268, sepolta nell'Abbazia di Contamine-sur-Arve), figlia ed erede di Aimone II di Faucigny e di un'ignota.
Pietro da Agnese ebbe una figlia:
- Beatrice di Faucigny (1237 – 1310), andata sposa nel 1253 a Ghigo VII, delfino del Viennois (1225 – 1269) e successivamente, nel 1273 a Gastone VII di Moncada (1225 – 1290), Visconte di Béarn[41].

## Ascendenza
|                        |                     |                      | Genitori                                     |  |  | Nonni |  |  | Bisnonni             |  |  | Trisnonni            |  |
|                        |                     |                      |                                              |  |  |       |  |  | Amedeo III di Savoia |  |  | Umberto II di Savoia |  |
|                        |                     |                      |                                              |  |  |       |  |  | Amedeo III di Savoia |  |  | Umberto II di Savoia |  |
|                        |                     | Giselda di Borgogna  |                                              |  |  |       |  |  | Amedeo III di Savoia |  |  |                      |  |
| Umberto III di Savoia  |                     |                      |                                              |  |  |       |  |  | Amedeo III di Savoia |  |  |                      |  |
|                        |                     | Mahaut d'Albon       | Ghigo III d'Albon                            |  |  |       |  |  |                      |  |  |                      |  |
|                        |                     | Mahaut d'Albon       | Ghigo III d'Albon                            |  |  |       |  |  |                      |  |  |                      |  |
|                        |                     | Mahaut d'Albon       | Matilde d'Inghilterra                        |  |  |       |  |  |                      |  |  |                      |  |
| Tommaso I di Savoia    |                     | Mahaut d'Albon       |                                              |  |  |       |  |  |                      |  |  |                      |  |
|                        |                     | Gerardo I di Mâcon   | Guglielmo IV di Borgogna                     |  |  |       |  |  |                      |  |  |                      |  |
|                        |                     | Gerardo I di Mâcon   | Guglielmo IV di Borgogna                     |  |  |       |  |  |                      |  |  |                      |  |
|                        |                     | Gerardo I di Mâcon   | Poncette de Traves                           |  |  |       |  |  |                      |  |  |                      |  |
| Beatrice di Mâcon      |                     | Gerardo I di Mâcon   |                                              |  |  |       |  |  |                      |  |  |                      |  |
|                        |                     | Maurette di Salins   | Gaucher IV de Salins                         |  |  |       |  |  |                      |  |  |                      |  |
|                        |                     | Maurette di Salins   | Gaucher IV de Salins                         |  |  |       |  |  |                      |  |  |                      |  |
|                        |                     | Maurette di Salins   | …                                            |  |  |       |  |  |                      |  |  |                      |  |
| Pietro II di Savoia    |                     | Maurette di Salins   |                                              |  |  |       |  |  |                      |  |  |                      |  |
|                        | Amedeo I di Ginevra | Aimone I di Ginevra  |                                              |  |  |       |  |  |                      |  |  |                      |  |
|                        | Amedeo I di Ginevra | Aimone I di Ginevra  |                                              |  |  |       |  |  |                      |  |  |                      |  |
|                        | Amedeo I di Ginevra | Ida di Faucigny      |                                              |  |  |       |  |  |                      |  |  |                      |  |
| Guglielmo I di Ginevra | Amedeo I di Ginevra |                      |                                              |  |  |       |  |  |                      |  |  |                      |  |
|                        |                     | Matilde di Cuiseaux  | Hugues I, signore di Cuiseaux e di Clairvaux |  |  |       |  |  |                      |  |  |                      |  |
|                        |                     | Matilde di Cuiseaux  | Hugues I, signore di Cuiseaux e di Clairvaux |  |  |       |  |  |                      |  |  |                      |  |
|                        |                     | Matilde di Cuiseaux  | Adelina                                      |  |  |       |  |  |                      |  |  |                      |  |
| Margherita di Ginevra  |                     | Matilde di Cuiseaux  |                                              |  |  |       |  |  |                      |  |  |                      |  |
|                        |                     | Aimone I di Faucigny | Rodolfo I di Faucigny                        |  |  |       |  |  |                      |  |  |                      |  |
|                        |                     | Aimone I di Faucigny | Rodolfo I di Faucigny                        |  |  |       |  |  |                      |  |  |                      |  |
|                        |                     | Aimone I di Faucigny | …                                            |  |  |       |  |  |                      |  |  |                      |  |
| Beatrice di Faucigny   |                     | Aimone I di Faucigny |                                              |  |  |       |  |  |                      |  |  |                      |  |
|                        |                     | Clemenza di Briançon | …                                            |  |  |       |  |  |                      |  |  |                      |  |
|                        |                     | Clemenza di Briançon | …                                            |  |  |       |  |  |                      |  |  |                      |  |
|                        |                     | Clemenza di Briançon | …                                            |  |  |       |  |  |                      |  |  |                      |  |
|                        |                     | Clemenza di Briançon |                                              |  |  |       |  |  |                      |  |  |                      |  |

### Fonti primarie
- (LA)  Matthæi Parisiensis, Monachi Sancti Albani, Chronica Majorar, vol. IV.
- (LA)  Matthæi Parisiensis, Monachi Sancti Albani, Chronica Majorar, vol. V.
- (LA)  Monumenta Germaniae Historica, Scriptores, tomus XXIII.
- (LA)  Regesta comitum Sabaudiae
- (LA)  Peter der Zweite, Graf von Savoyen, Markgraf in Italien
- (LA)  Mémoires et documents publiés par la Société d'histoire et d'archéologie de Genève - tome 7
- (LA)  Calendar of the Charter Rolls of Henry III
- (LA)  Recueil de chartes, statuts et documents concernant l'ancien évêché de Lausanne

### Letteratura storiografica
- E.F. Jacob, "Inghilterra : Enrico III", in Storia del mondo medievale, vol. VI, 1999, pp. 198–234
- (FR)  Histoire de Savoie, d'après les documents originaux,... par Victor ... Flour de Saint-Genis. Tome 1
- (FR)  Histoire généalogique de la royale maison de Savoie, justifiée par titres, ..par Guichenon, Samuel
- (FR)  Histoire de la Maison de Savoie